# Eupithecia stulta
Eupithecia stulta là một loài bướm đêm trong họ Geometridae.